# Firth (Idaho)
Firth és una població dels Estats Units a l'estat d'Idaho. Segons el cens del 2000 tenia 408 habitants.

## Demografia
Segons el cens del 2000, Firth tenia 408 habitants, 142 habitatges, i 100 famílies. La densitat de població era de 829,1 habitants/km².
Dels 142 habitatges en un 42,3% hi vivien nens de menys de 18 anys, en un 59,9% hi vivien parelles casades, en un 8,5% dones solteres, i en un 28,9% no eren unitats familiars. En el 26,8% dels habitatges hi vivien persones soles el 15,5% de les quals corresponia a persones de 65 anys o més que vivien soles. El nombre mitjà de persones vivint en cada habitatge era de 2,87 i el nombre mitjà de persones que vivien en cada família era de 3,48.
Per edats la població es repartia de la següent manera: un 33,3% tenia menys de 18 anys, un 9,1% entre 18 i 24, un 25,2% entre 25 i 44, un 19,6% de 45 a 60 i un 12,7% 65 anys o més.
L'edat mediana era de 32 anys. Per cada 100 dones de 18 o més anys hi havia 100 homes.
La renda mediana per habitatge era de 23.239 $ i la renda mediana per família de 27.500 $. Els homes tenien una renda mediana de 27.292 $ mentre que les dones 17.917 $. La renda per capita de la població era de 10.458 $. Aproximadament el 20% de les famílies i el 25,7% de la població estaven per davall del llindar de pobresa.

## Poblacions més properes
El següent diagrama mostra les poblacions més properes.